# Апокопа
Апо́копа (от др.-греч. ἀποκοπή «усечение», происходит от слияния греч. слов apo «от» и koptein «резать») — фонетическое явление, обозначающее выпадение одного или нескольких звуков в конце слова, как правило конечного безударного гласного, приводящее к сокращению слова. Относится к метаплазмам.
Особым видом апокопы считается словоерс. В русском языке слово «апокопа» является одним из четырёх самых длинных (вместе с «киноник», «ротатор», «тартрат») слов-палиндромов.
В итальянском языке помимо элизии (выпадения последнего гласного) также наблюдаются выпадания целых слогов, которые при этом не маркируются апострофом (как в случае элизии). Называться это явление может по-разному:
- афереза (afèresi) — опускание слога в начале слова;
- синкопа (sincope) — опускание слога в середине слова;
- апокопа (apocope, также troncamento) — опускание последнего слога (без присоединения последующего слова).

## Апокопы как явление в метрике
В греческом стихе применяется из соображений метра; заключается в том, что при чтении гласный в конце слова опускается, если следующее слово начинается с гласного. В тексте обозначается знаком апострофа «’». Например: «Πολλά δ᾽ ὅ γ᾽ ἐν πόντῳ πάθεν ἄλγεα ὅν κᾰτά θυμόν» (Hom. Od. I 4). В латинском стихе аналогичное явление — элизия.
В русском стихе применяется из соображений размера и художественной выразительности. Например, в следующей строфе апокопе подвергаются слова «хлопанье/хлопки», «молва» и «топот»:

Вот мельница вприсядку пляшет

И крыльями трещит и машет:

Лай, хохот, пенье, свист и хлоп,

Людская молвь и конский топ!
— А. С. Пушкин Евгений Онегин, гл. 5
В примечаниях к «Евгению Онегину» Пушкин писал: «В журналах осуждали слова хлоп, молвь и топ как неудачное нововведение. Слова сии коренные русские. „Вышел Бова из шатра прохладиться и услышал в чистом поле людскую молвь и конский топ“ (Сказка о Бове Королевиче). Хлоп употребляется в просторечии вместо хлопание, как шип вместо шипения…»

## Акронимы
Особым видом апокопы можно считать акронимы, то есть аббревиатуры, произносимые не по буквам, а как обычное слово: «ТАСС» (Телеграфное агентство Советского Союза), «вуз» (высшее учебное заведение) и т. п., так как принцип произнесения таких аббревиатур (опускание всех (последних) звуков кроме первой буквы) очень близок принципу апокопы (опускание нескольких звуков или слога в конце слова).